# Batalla de Yerbas Buenas
La batalla de Yerbas Buenas (también llamada Sorpresa de Yerbas Buenas) fue un enfrentamiento militar librado en la madrugada del 27 de abril de 1813, durante las primeras etapas de la guerra de Independencia de Chile, entre las fuerzas realistas mandadas por el brigadier Antonio Pareja y un destacamento patriota dirigido por el coronel Juan de Dios Puga. La lucha fue inicialmente favorable a los patriotas, sin embargo, al final se impusieron los realistas por su mayor número. Pese al triunfo realista, la sorpresa los desmoralizó y frenó su avance.

## Antecedentes

### Avance realista
El 8 de abril de 1813, empezaron a salir las unidades realistas de Concepción, once días después de tomar la ciudad. Se demoró en salir porque carecía de suficientes caballos y vehículos para transportar su impedimenta. Primero partió la vanguardia esa misma jornada, al día siguiente la 1.ª, el día 10 la 2.ª y el 11 la 3.ª división. El 13 o 14 de abril salieron la retaguardia, la reserva, el tren de bagaje, el Estado Mayor y sus escoltas. Tomaron el camino de Florida hacia Chillán. Su moral era alta. A su paso, los lugareños remendaban sus uniformes, les calzaban los pies con ojotas nuevas y proporcionaban comida fresca y buenos lechos. A la vez, los franciscanos del Colegio de Propaganda y Fide de Chillán les convencían de la justicia de su causa.
La marcha fue penosa, de apenas 16 km diarios, con cada división siguiendo el mismo camino embarrado y sobrecargadas con una treintena de cañones y quinientas cargas de pertrechos y municiones. El brigadier Antonio Pareja era marino y por su formación sabía que el poder de un barco dependía de su número de piezas de artillería, sin embargo, para un ejército de tierra lo importante era la velocidad. El mismo Napoleón Bonaparte aconsejaba una media de 2 a 5 cañones por cada mil fusiles, así que el general de brigada había sobrecargado a su ejército. De hecho, tantas mulas y bueyes llevaban el parque y la artillería que tomaba del amanecer al mediodía el cargarlas y enyuntarlas, luego debían descargarlas a las 16:00 horas para descansar antes seguir la marcha.
Los realistas llegaron a Chillán el 15 de abril. Ahí se encontraron a la villa abandonada por las autoridades patriotas y con el pueblo recibiendo feliz al subdelegado José María Arriagada, nombrado por Pareja, como nueva autoridad. De inmediato empezaron a reconcentrar las milicias locales, unidades indisciplinadas y armadas solo con lanzas de coligüe pero con buenos caballos. Pasaron en misa la Pascua del 18 de abril, dando a entender que su causa afirmaba defender la religión católica.
El día 20, el brigadier decidió que debían seguir a Santiago con su ejército ya descansado. Para entonces, habían incorporado numerosas milicias sureñas reunidas por el subteniente Antonio de Quintanilla y un regimiento de caballería y la unidad de infantería «batallón de milicias regladas de Chillán» o «batallón cívico de infantería», al mando de los tenientes coroneles José María Arriagada y Clemente Lantaño respectivamente. Estas unidades aumentaron grandemente el número de plazas, pero por su carencia de disciplina no eran un gran auxilio. La unidad de infantería había sido formada en 1811, sus granaderos estaban a cargo del entonces capitán Lantaño y tenían un uniforme propio.
El avance siguió sin contratiempos hasta el 24 de abril, cuando Pareja se reunió con el capitán Melchor Carvajal en Linares, quien fue enviado con una avanzadilla a reclutar milicianos en Quirihue. Al día siguiente se enteró de que un gran ejército enemigo estaba al norte del Maule, pero que sus fuerzas carecían de buen armamento o disciplina.
Por entonces, dragones y milicianos del Itata estaban por Quirihue y Cauquenes al mando de Carvajal, pero al no encontrar reclutas o recursos mandaron a su vanguardia a cargo del comandante Matías Alarcón a Linares, quien sorprendió al coronel patriota Antonio Merino cuando se retiraba con el regimiento miliciano de Quirihue hacia Talca; el coronel fue capturado y llevado a Linares para entregarlo a Pareja.

### Día anterior
El 26 de abril, los monárquicos dejaron Linares con rumbo al río Maule a enfrentar al enemigo. Antes de partir, el brigadier aceptó la propuesta del sargento mayor de las milicias de Rere, Estanislao Varela, de llevar una propuesta de paz. A cambio de retornar a la autoridad del rey Fernando VII de España volviendo al sistema de gobierno, se olvidarían todas las conductas pasadas a los revolucionarios, los hermanos Carrera conservarían sus grados y honores, los empleados civiles y militares de  la administración patriota mantendrían sus cargos y se respetarían las libertades señaladas por la nueva Constitución española. El sargento fue escoltado por el capitán Ildefonso Elorreaga y 300 a 400 milicianos a caballo. Al llegar a un vado en Bobadilla, desplegaron la bandera blanca y Varela, quien secretamente deseaba pasarse a los patriotas, fue escoltado hacia el cuartel general rebelde, llegando a las 16:00 horas. El auditor de guerra, Manuel Vásquez de Novoa, reconoció a Varela y leyó el pliego con la propuesta a José Miguel Carrera. Luego, Varela les informó de la situación de los monárquicos en Linares y que fue acompañado por la vanguardia enemiga. Tras oír los informes, el general en jefe ordenó que el negociador se retirara a Talca.
El capitán Elorreaga intentó evaluar las fuerzas enemigas, pero estaban ocultas por tupidos bosques, lo que le hizo dispersar a sus milicianos para estudiar mejor la situación. En esos momentos empezaron enfrentamientos entre la vanguardia realista y la 2.ª división patriota, hubo disparos y dos soldados del regimiento de San Fernando murieron. Sus compañeros quisieron vengarlos y sólo sus oficiales lograron contenerlos, pero el sonido se escuchó en el cuartel y José Miguel Carrera, considerando que se había violado las normas de la guerra, ordenó un golpe de mano contra la primera fuerza enemiga que se acercara.
Elorreaga reagrupó a sus milicianos y se retiraron al cerro de Bobadilla, temiendo que se enviará una partida de caballería a perseguirlo, siguió hasta la capilla de Yerbas Buenas, donde informó lo sucedido a Pareja. Se decidió acampar en ese mismo lugar y los preparativos empezaron de inmediato, deseosos de estar listos ante un posible ataque.

### Respuesta revolucionaria
A las 16:00 o 18:00 horas del 31 de marzo, después de un viaje comenzado a las 07:30 del día 27, un exhausto dragón llegó a Santiago y le dio a José Miguel Carrera unos documentos informando del desembarco realista en Talcahuano y la caída del puerto. De inmediato, se convocaron a los vocales de la Junta, al Congreso Nacional y los jefes militares; las disputas internas entre los dirigentes revolucionarios quedaron atrás y se formó un frente unido para defenderse. José Miguel fue nombrado brigadier y general en jefe del Ejército de la Frontera, luego Ejército Restaurador de los Derechos de la Patria, se declaró la guerra la virreinato del Perú, se ordenó al gobernador de Valparaíso embargar todos los barcos peruanos en el puerto, una hora después se publicaron bandos decretando la pena de muerte a quien se opusiera a estas medidas y se hizo una lista de realistas para desterrarlos o imponerles un empréstito forzoso de 260 000 pesos (aunque luego subió a 400 000). Por último, el Congreso Nacional cedió su autoridad a la Junta de Gobierno, donde Juan José Carrera reemplazó a su hermano José Miguel el primer día de abril y quedó a cargo de comandancia general de armas en la intendencia de Santiago. Aunque su hermano quería que se quedará en la capital, Juan José fue inducido a marchar a Talca a mediados de abril.
A las 18:00 horas del 1 de abril, después de ordenar reunir milicias y organizar la salida de los cuerpos militares al sur, José Miguel Carrera salió hacia Talca con el cónsul Joel Roberts Poinsett, algunos oficiales y 14 húsares de la Gran Guardia al mando del capitán Diego José Benavente Bustamante. En su marcha se les unieron patriotas que habían huido de Concepción y daba órdenes en toda villa donde pasaba. En la tarde del 4 de abril llegó a Curicó, donde el tesorero José Jiménez Tendillo le entregó 36 000 pesos y una copia de la rendición de Concepción. A las 20:00 horas del 5 o el 9 de abril José Miguel Carrera instaló el campamento en Talca acompañado de 50 húsares, dragones y oficiales, donde se encontró a los vecinos poco dispuestos a ayudarlo. Su intención era esperar que las fuerzas de Santiago fueran llegando durante los próximos días, mientras él reunía a las milicias de la intendencia de Concepción que escapaban al norte. Esa tarde el teniente coronel Bernardo O'Higgins reportó de la cercanía de una avanzadilla realista en la zona. Convencido por este último que la presencia monárquica impedía la reunir de las milicias de Linares, el brigadier Carrera le autorizó a atacarlos, consiguiéndose una primera victoria.
El 12 de abril los vocales de la Junta, Pedro José Prado y José Santiago Portales, cedieron su poder a José Miguel Carrera, pero como él había marchado al sur el Congreso Nacional designó a José Miguel Infante y Francisco Antonio Pérez para formar una Junta el 13 de abril con Agustín Eyzaguirre. En Santiago, el cabildo hizo llamados al pueblo para defender el país y se centró en conseguir donativos voluntarios para los equipos y mantenimiento de los soldados, reuniéndose hasta el día 10 más de 19 346 pesos.
Entre tanto, en el litoral se movilizaban milicias para llevarlas a Talca. En Quirihue, el subdelegado del partido Raimundo de Prado y el comandante de milicias Antonio Merino juntaron algunos hombres y los enviaron y apresaron a un sargento y dos dragones realistas enviado por Pareja a comprar caballos. El subdelegado de Cauquenes, Juan de Dios Puga, logró reunir muchos milicianos e interrumpir las comunicaciones enemigas. Los subtenientes Jerónimo Villalobos y José Ignacio Manzano retiraron de las haciendas al sur del Maule 5000 vacas y muchos caballos y ovejas. El ayudante del general en jefe, Juan Felipe Cárdenas, pasó por esas comarcas y arrestó a todo vecino que colaboraba con los realistas y envió a 1800 reclutas a Talca a cargo del teniente coronel Fernando Vega, eran poco útiles en el campo de batalla, pero servían para el servicio y la carga. Finalmente, el día 12 milicianos patriotas tomaron Nueva Bilbao, donde acababan de llegar las avanzadillas realistas. Al mismo tiempo, José Miguel Carrera instaló una batería en el cerro de Bobadilla por consejo del cónsul Poinsett y dejando 200 o 300 hombres para vigilarla.
Después de su salida, el comandante en jefe fue seguido por 300 húsares de la Gran Guardia a cargo del comandante Juan Antonio Díaz Muñoz. El 6 de abril les siguieron 400 granaderos encabezados por el sargento mayor Carlos Spano y el día 8 Luis Carrera con 200 soldados y 16 cañones con un parque de 70 carretas y 400 mulas. El batallón Granaderos era la mejor unidad organizada por los revolucionarios en Chile, con cerca de mil plazas dirigidos por jóvenes pero energéticos oficiales.
El 10 de abril llegaron los primeros 80 húsares a Talca escoltando al obispo Rafael Andreu y Guerrero, quien dio un sermón a favor de la causa patriota. El 14 de abril la artillería patriota establecía sus cuarteles en Talca, donde estaban 324 hombres de la Gran Guardia Nacional. El 18 de abril llegaron a Talca los 600 hombres del batallón Granaderos de Chile al mando de Spano, acompañados del brigadier Juan José Carrera y el coronel de ingenieros Juan Mackenna. Este último, el 20 de abril, al llegar fue nombrado cuartel maestre y le expuso al general en jefe lo peligroso de la posición en Bobadilla; él cargó con sus manos uno de los tres cañones en la posición, dispuestos ahí por el sargento mayor de artillería Hipólito Oller, y disparó tres veces sin llegar al vado, a más de 1500 varas. Después de esto, José Miguel Carrera ordenó abandonar el cerro. El 22 de abril llegaban los regimientos de caballería de milicias Príncipe, Princesa y Maipo, unas 1500 plazas a las órdenes del coronel Estanislao Portales. Después de esto, José Miguel Carrera ordenó reorganizar a su ejército en tres divisiones, todas al norte del Maule salvó las avanzadillas de la 1.ª, que vigilaban a las órdenes de O'Higgins. En Santiago quedó el coronel Juan de Dios Mendiburu con órdenes de convencer al gobierno de enviar a los batallones Pardos y Voluntarios a Talca.

## Orden de batalla
Al salir de Concepción, los monárquicos tenían una oficialidad formada por el teniente coronel Ignacio Justis como Mayor General, el capitán de navío Manuel Tejeiro como Cuartel Maestre, el fraile José Almirall como capellán, el intendente Juan Tomás Vergara y el capitán Julián Pinuer, teniente Miguel Montreal, subteniente Antonio Quintanilla y dos sobrinos del obispo Diego Antonio Martín de Navarro y Villodres eran los ayudantes de órdenes; sus proveedores fueron Luis y Francisco Urrejola. Iban escoltados por los Dragones de la Frontera mandados por el capitán Pedro Lagos. Un problema grave era la falta de oficiales, tanto que el apenas capitán Juan Francisco Sánchez fue puesto al mando de las numerosas milicias de caballería.

## Fuerzas enfrentadas

### Realistas
Las fuentes primarias, como el Diario Militar del brigadier José Miguel Carrera, el «Exercito Real» (sic) se componía de 3000 jinetes milicianos, 2600 infantes y 400 artilleros operando 22 cañones, es decir, 6000 plazas. Sin embargo, en un informe oficial creía que eran 2000 infantes y 4000 jinetes.
Por su parte, en un informe sobre la campaña el 20 de julio de 1814, el brigadier Juan Mackenna sostiene que Pareja avanzó hacia el Maule «con todo su ejército, que ascendía próximamente a 2000 fusileros, 3000 de caballería de milicias, 200 artilleros i más de 25 piezas de campaña». El sargento mayor realista Jorge Rodríguez Ballesteros en su Revista de la guerra afirma que el «ejército chilote» tenía como núcleo a 3000 veteranos antes de llegar al Maule. A estos se les agregaban caballería regular, artillería y un considerable número de milicias montadas, hasta 6000. Las piezas de artillería podían haber sido 27 de a 4 hasta a 8 libras. El sacerdote realista Melchor Martínez y el franciscano chileno José Francisco Javier de Guzmán y Lecaros citan al obispo auxiliar de Santiago, Rafael Andreu y Guerrero, para afirmar que Pareja mandaba, al llegar al Maule, 1600 infantes y 6000 milicianos a caballo con 30 cañones de a 2 libras hasta de a 8 libras. En sus Apuntes, el realista Antonio de Quintanilla afirma que al llegar a Chillán eran apenas 2000 hombres pero con 30 piezas de artillería, incluyendo algunas de a 8 libras que apodaban culebrinas, y 300 cargas de municiones que hacían lento su avance. También menciona que su vanguardia eran 200 infantes que marchaban a caballo. En su Autobiografía agrega que eran 8000 hombres cuando llegaron a Yerbas Buenas y varía un poco el número de cañones, afirmando que eran de 30 a 40. El chileno Diego José Benavente Bustamante consideraba que Pareja, al salir de Concepción, era seguido por 3570 infantes, 250 dragones a caballo y 300 artilleros operando 36 piezas de campaña de a 4, 6 y 18 libras, en total una hueste de 4120 plazas. El militar chileno Indalicio Téllez Cárcamo apoyaba estos números, con la excepción de las piezas de artillería, que eleva a 36. En Chillán se sumó un batallón de 500 hombres más algunas milicias, lo que elevó a 5500 plazas.
En el siglo XIX, Barros Arana afirma en su Historia general de la independencia de Chile que el ejército de Pareja se componía de 2000 veteranos o milicianos regularmente instruidos a los que se sumaban numerosas milicias montadas de Chillán, Rere y Arauco, y 300 milicianos de lanza y 60 veteranos que quedaron en Concepción. En dicha fuerza destacaban 200 artilleros veteranos que operaban 25 cañones. Después de salir de Chillán habrían alcanzado los 6000. Posteriormente, en su Historia General de Chile afirmaba que «no alcanzaban a completar tres mil hombres» al salir de Concepción pero al llegar a Chillán crecieron a 4000 soldados de línea de las guarniciones de Concepción, Valdivia y Chiloé. Ahí se les sumó un batallón y un regimiento de caballería hasta sumar 6000 combatientes. El político e historiador argentino Bartolomé Mitre creía que el brigadier contaba con 2000 regulares, 2000 a 3000 milicianos irregulares y 25 cañones al salir de Concepción. Ese número se elevó a más de 6000 combatientes después de salir de Chillán. Sin embargo, posteriormente afirma que en Yerbas Buenas debían ser de 5000 a 6000. En tanto, el historiador Claudio Gay afirmaba que eran 2000 infantes acompañados por 4000 jinetes reclutados en Rere, Arauco, Los Ángeles y otras localidades, y operando 25 cañones. Benjamín Vicuña Mackenna sostiene que cada bando tenía en armas 8000 a 10 000 plazas, pero sólo podían formar en línea en el campo de batalla a 2000 o 3000.
Ya en el siglo XX, el estudio Sorpresa de Yerbas Buenas de A. M. Ferrada Alexandre sostiene que los realistas sumaban 7000 hombres mejor organizados que sus enemigos, incluyendo 4000 milicianos. El español Francisco Antonio Encina cree que Pareja organizó en Chiloé una división de 1400 soldados, elevada a 2000 cuando pasó por Valdivia. Al salir de Concepción eran 2850 hombres y al llegar a Linares «más de 5000 soldados». El militar e historiador chileno Virgilio Espinoza Palma da una cifra más baja, sólo 3500 realistas, la mitad de los bien armados batallones de Chiloé, Valdivia y Concepción y una caballería principalmente miliciana con 30 cañones. En cambio, el doctor Marco Benavente Ormeño distribuye la fuerza en 1462 infantes, 180 dragones, 2300 milicianos a caballo y 320 artilleros operando 30 cañones, totalizando 4262 efectivos. Al llegar a Chillán se les incorporaron hasta 2000 nuevos reclutas provenientes de numerosas milicias, basándose en estimaciones de varios historiadores sobre el tamaño del ejército realista antes y después de pasar por esa ciudad. Estos reclutas estaban organizados en un regimiento de caballería y un batallón de infantería miliciana. El general chileno Agustín Toro Dávila cree que a salir de Concepción eran aproximadamente 4000 soldados y después de pasar por Chillán «más o menos 6000 hombres». Acorde a Toro Dávila, fue el mayor ejército reunido por los monárquicos hasta la montonera del teniente coronel Vicente Benavides en 1820. El historiador estadounidense Jerome R. Adams creía que la guarnición de Valdivia sumaba 1500 soldados al inicio de la campaña y que al ponerse del lado realista sus tropas se volvieron el núcleo de su ejército. Sumados a los «tal vez 1000 hombres» provenientes de los fuertes en La Frontera o de las tribus mapuches, bien pudieron ser 3000 combatientes al avanzar al Maule.
| Fuerzas realistas (el 8 de abril de 1813 según Benavente Ormeño) |                                           |        |            |
| División                                                         | Unidad                                    | Plazas | Arma       |
| Estado Mayor                                                     | Dragones de la Frontera                   | 180    | Caballería |
| Vanguardia                                                       | Milicias de Rere                          | 300    | Ibid.      |
| 1.ª División                                                     | Batallón Veterano de San Carlos de Chiloé | 386    | Infantería |
| 1.ª División                                                     | Artillería de Concepción                  | 40     | Artillería |
| 2.ª División                                                     | Batallón Voluntarios de Castro            | 466    | Infantería |
| 2.ª División                                                     | Artillería de Chiloé                      | 60     | Artillería |
| 3.ª División                                                     | Batallón Veterano de Valdivia             | 480    | Infantería |
| 3.ª División                                                     | Artillería de Chiloé                      | 60     | Artillería |
| Retaguardia                                                      | Batallón Veterano de Concepción           | 130    | Infantería |
| Retaguardia                                                      | Artillería de Concepción                  | 60     | Artillería |
| Reserva                                                          | Milicias de caballería                    | 2000   | Caballería |
| Reserva                                                          | Artillería de Valdivia                    | 100    | Artillería |
| Total                                                            |                                           | 4262   |            |

Respecto de las milicias de la intendencia de Concepción, en 1810-1811, Juan Martínez de Rozas propuso: «En seguida, con el pretexto de la necesidad de apercibirse para repeler una invasión extranjera, el Cabildo de la capital, sin disputa estimulado por Rozas, se propuso disciplinar 10 000 milicianos en Santiago y 6000 en Concepción». Esto coincide con una memoria presentada el 14 de septiembre de 1806 por el coronel de artillería Francisco Javier de Reina, el comandante de asamblea Buenaventura Matute, el comandante de las milicias de Quillota Manuel Antonio de Ayos, y el secretario de la gobernación y coronel agregado del regimiento de milicias disciplinadas de caballería de Aconcagua, Judas Tadeo de los Reyes, quienes expusieron una serie de datos sobre los recursos militares de Chile y que fueron aceptados como válidos por el gobernador Luis Muñoz de Guzmán. En el documento se creía que en Chile apenas habían 1976 veteranos regularmente armados apoyados por 10 218 milicianos en la intendencia de Santiago y 5638 en la de Concepción. Posteriormente, Claudio Gay afirmaba que las milicias de la intendencia podían movilizar cinco a seis mil hombres. Benavente Ormeño, basado en Rodríguez Ballesteros, estima que las milicias disponibles en la intendencia eran casi 2000 hombres en La Frontera, 300 en Concepción, 1000 en Rere, 2000 en Los Ángeles, 150 en La Florida y 2000 en Chillán, en total unos 6000. No se sabe a ciencia cierta cuántos se sumaron a la hueste de Pareja, las fuentes no dan números, solo Rodríguez Ballesteros que únicamente menciona a los 300 milicianos de Rere que actuaban como vanguardia.

### Patriotas
Entre las fuentes primarias está el mismo comandante en jefe, José Miguel Carrera, quien afirmaba que el «Exercito Restaurador e Independiente» (sic) se componía de 1567 milicianos a caballo, 1109 infantes y 153 artilleros manejando 11 piezas de artillería, es decir, 2829 plazas. En cambio, el férreo enemigo de su familia, el coronel Mackenna, sostenía que eran 1000 fusileros y 3000 lanceros a caballo. Rodríguez Ballesteros afirma que cuando se organizó el ejército, los Carrera contaban con 12 000 hombres, 1500 de infantería y el resto caballería miliciana. Melchor Martínez señala que el cabildo santiaguino afirmaba contar con 12 000 hombres listos para enfrentar la expedición, en parte salidos de la capital y el resto de la intendencia de Concepción. El realista Quintanilla afirma que pasaban los 8000 a 10 000 hombres el 16 de marzo, siendo una fuerza similar a la monárquica.
| Fuerzas patriotas (según José Miguel Carrera Verdugo) |            |            |            |         |                 |
| División                                              | Infantería | Caballería | Artillería | Cañones | Carrera Verdugo |
| 1.ª                                                   | 155        | 367        | 23         | 2       | 545             |
| 2.ª                                                   | 600        | 500        | 50         | 4       | 1150            |
| 3.ª                                                   | 600        | 454        | 80         | 5       | 1134            |
| Ejército                                              | 1567       | 1109       | 153        | 11      | 2829            |

Sobre cálculos hechos en el siglo XIX destacan Mitre, quien creía que eran 2500 plazas de línea mal armadas y otro tanto de milicias montadas. Respecto a Barros Arana debían ser alrededor de 4000 hombres, pero la mayoría eran milicianos montados de pésima calidad militar. Sus mejores unidades eran el batallón Granaderos y los húsares de la Gran Guardia, y ambas estaban lejos de estar completamente disciplinadas. Su artillería tenía 12 piezas con abundantes municiones, pero con malos arreos y equipos y oficiales incompetentes. José Miguel Carrera dispuso a la 1.ª división a cargo de su hermano, coronel Luis Carrera, en la ribera norte del Maule; la 2.ª a las órdenes de su otro hermano, brigadier Juan José Carrera, a 9 km de la anterior; y la 3.ª, bajo su mando directo, estaba como reserva en Talca a la espera de acontecimientos.
Luis Merino Saavedra, militar chileno, estimaba al ejército patriota en alrededor de cuatro mil hombres distribuidos en tres divisiones, cada una con 4 piezas de artillería y una infantería compuesta de granaderos. La mayoría de sus efectivos eran de milicias de caballería venidas del ultra-Maule (1.ª división), Maipo y Rancagua (2.ª) y Santiago (3.ª).
| Fuerzas patriotas (según Luis Merino Saavedra) |            |            |            |         |                 |
| División                                       | Infantería | Caballería | Artillería | Cañones | Merino Saavedra |
| 1.ª                                            | 200        | 1000       | 80         | 4       | 1280            |
| 2.ª                                            | 400        | 1000       | 80         | 4       | 1480            |
| 3.ª                                            | 350        | 800        | 80         | 4       | 1230            |
| Ejército                                       | 950        | 2800       | 240        | 12      | 3990            |

Analizando a eruditos anteriores, Ferrada Alexandre cree que las fuerzas revolucionarias probablemente bordeaban los 4000 hombres, aunque reconoce que muchos autores las elevan a 12 000 y que en Talca había un total de 9000 reclutas, aunque no todos fueron de campaña. Estimaciones más modernas, como las de Téllez Cárcamo, estimaba que José Miguel reunió en Talca una hueste de 8000 a 10 000 hombres organizados en tres divisiones, por lo que avala la estimación previa de Vicuña Mackenna. Esto coincide con Rozas, quien creía que la provincia de Santiago podía movilizar diez mil milicianos. Sin embargo, otros como Toro Dávila rebajan la cifra a 4000. Encina afirma que los Carrera concentraron 4600 efectivos en Talca, pero solo 1100 tenían algún valor militar real.
Espinoza Palma afirma que las autoridades revolucionarias movilizaron a milicias en todo el país, pero ante el avance de los «piratas» de Pareja (apodo del ejército realista) sólo pudieron contar con las de Rancagua, San Fernando y Curicó y algunas sureñas que se retiraron al norte del Maule, como los de Cauquenes. Sumados a las unidades regulares, pudieron ser 5000 a 6000 hombres. Destacan los milicianos armados con lanzas de coligüe con moharras de hierro y algunos sables, pocas armas de fuego de variado calibre y vestidos de civiles, unos 4000.
La fuerza expedicionaria involucrada en la batalla fue una sección del ejército revolucionario. Basados en un informe oficial y el Diario militar de José Miguel Carrera, Barros Arana, Benavente Ormeño y otros afirman que eran 300 milicianos de Cauquenes y Maipo, 200 granaderos que viajaban montados y 100 húsares. Solamente Rodríguez Ballesteros da un número distinto, 300 regulares y algunos milicianos.
Entre las fuerzas destacadas en la batalla estaba el regimiento Farnesio, compuesto de milicias regladas de caballería reclutadas en la cuenca del río Aconcagua.

## Batalla

### Preparativos
El capitán realista Tejeiros ordenó a las milicias montadas avanzar al norte, a 4 km de Yerbas Buenas, acampando a los costados del camino real. En el campamento principal, ordenado como una plaza rectangular con la capilla y algunos ranchos al oeste, las carpas al centro y otros ranchos al costado este, entre estos últimos acampaba el propio Pareja con su Estado Mayor, cerca del límite sur del campamento. Pareja ordenó que la artillería se dispusiera en líneas rectas, una paralela a la capilla y otra cubriendo la entrada sur de la plaza. En el centro, los batallones de infantería estaban ordenados en orden norte-sur en el siguiente orden: Castro, San Carlos, Valdivia y Concepción. Más al sur, detrás de la segunda línea de artilleros, estaban los Dragones de la Frontera, el parque y el resto de las milicias, que formaban un arco alrededor del campamento.
Mientras los monárquicos descargaban mulas, comían y deshumedecían sus ojotas al calor de las fogatas, Carrera escogió a los oficiales y unidades para atacar al enemigo. La operación estaría a cargo del coronel Juan de Dios Puga y se contaba con una noche sin luna y brumosa. Puga hizo rodear el cerro Bobadilla con cautela, confiando en su conocimiento de la zona y en sus exploradores, milicianos cauqueninos, quienes guiaron a la fuerza en un avance de 30 km entre el Maule y Yerbas Buenas. El viaje duró dos horas hasta que a las 05:00 (otras fuentes dicen que a las 03:00) distinguieron entre la bruma a las fogatas de los realistas, entonces el coronel hizo desmontar a sus hombres y prepararse para atacar.

### Ataque patriota

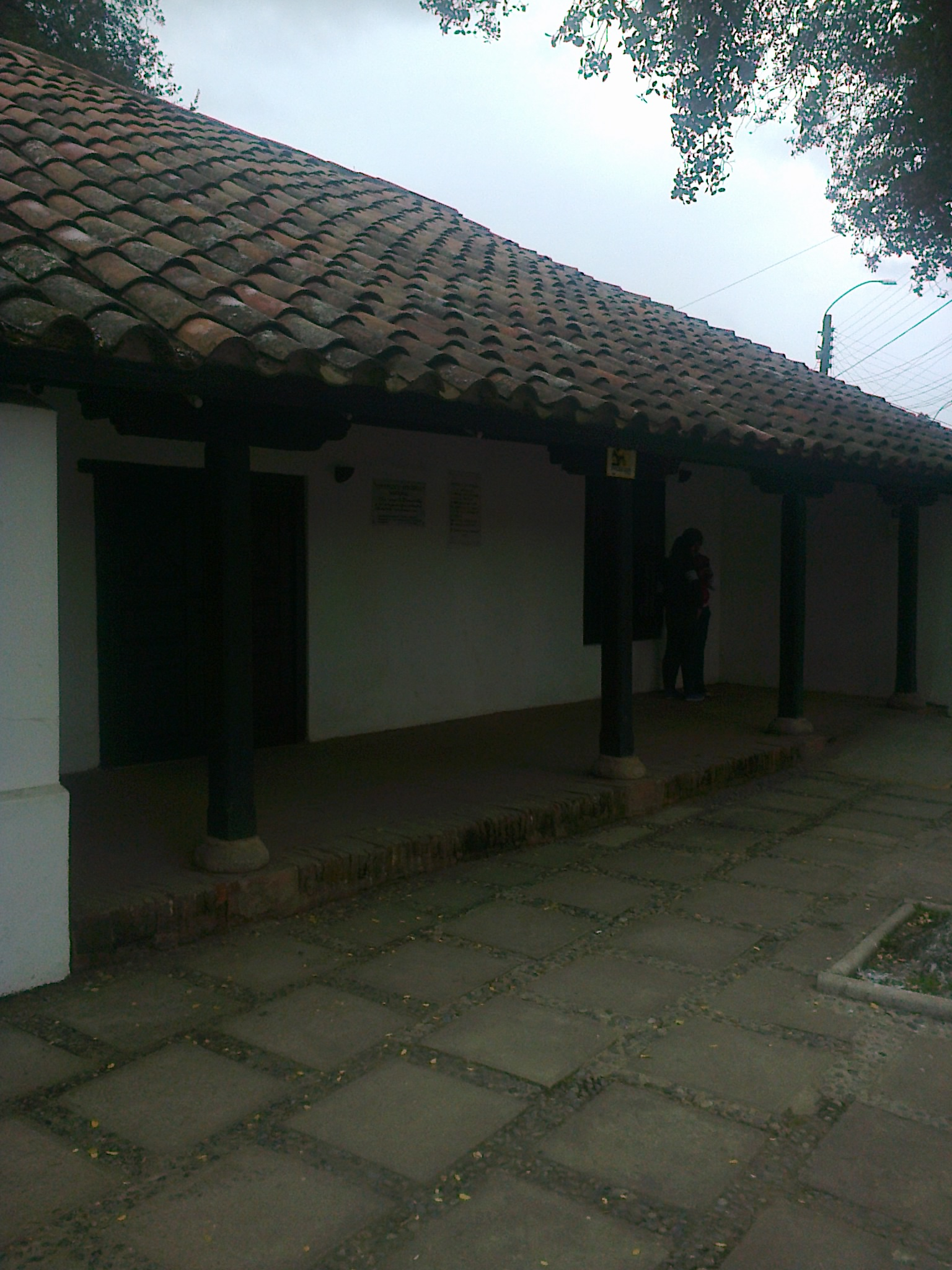
Casa Brigadier Pareja, lugar en donde se hospedó el brigadier español durante la batalla.

Algunos granaderos, deseosos de la recompensa de 16 pesos por cada arma en buen estado y 12 por cada fusil descompuesto, penetraron sigilosamente entre los centinelas y grupillos de realistas que dormían al pie de sus fusiles armados en pabellones para robarles. Mientras, otros se dirigían a los cañones, cuyos adormilados vigías creyeron que eran el cambio de guardia, pudiendo ser amordazados sin mucha resistencia. Los exitosos soldados patriotas empezaron a voltear a las piezas de artillería para apuntar a los batallones enemigos, aunque también intentaron arrastrar a cinco de estas armas hacia donde estaban el grueso de sus compañeros, generando un rechinar que alertó a un centinela, quien gritó: «¡¿Quién vive?!», lo que fue respondido por el subteniente Manuel Rencoret con: «¡La Patria y muera el Rey!» y un disparo.
De inmediato, dirigidos por Bueras y Ross, los granaderos empezaron a disparar sus fusiles y un par de piezas contra los batallones acampados en la plaza, provocando un caótico griterío de los heridos y/o aterrados monárquicos. Pronto se volvieron una turba que buscaba alejarse de los fogonazos de la fusilería que les atacaba. El comandante Berganza corrió a preguntar a sus artilleros qué sucedía, pero al llegar se dio cuenta de que ahí estaban sus enemigos, mientras tanto, el batallón Castro huyó al norte y se detuvo al chocar con los ranchos del este de la plaza, volviéndose en un fácil blanco para los granaderos. Por su parte, el resto de los monárquicos huyó al sudeste, lejos del enemigo.
Vislumbrando su oportunidad para un golpe decisivo, Puga ordenó al capitán Benavente y sus húsares cargar contra el batallón Castro. Les siguieron el propio coronel con parte de sus milicianos, pues algunos debieron quedarse cuidando a los caballos de los granaderos y los primeros prisioneros enemigos tomados. En total, 400 jinetes cargaron ruidosamente por la plaza, pero para entonces, los chilotes se habían repuesto, defendiéndose con un feroz fuego de fusilería. Puga perdió a su montura y al tambor de órdenes que le seguía, lo que llevó a que sus milicianos dejaran de luchar y se dedicaran a saquear el campamento, dejando solos a los húsares, que chocaron con el batallón Castro, que formado en una desordenada pero compacta formación defensiva de bayonetas pudo detener en seco su carga, dándose un furioso combate entre los sables de la caballería y las bayonetas de la infantería.
Con los primeros disparos el general Pareja saltó de la cama y pidió ensillar su caballo. Mientras se vestía ordenó a sus ayudantes traer algunas tropas para formar una guardia personar y organizar la defensa. En esos momentos se debió encender un farol en la casa, pues al abrir la puerta dos disparos hirieron a un ayudante y mataron al intendente Vergara, pero el teniente Antonio de Quintanilla logró salir corriendo agazapado y mezclarse entre la muchedumbre que estaba en caos en la plaza. Por entonces, la infantería realista estaba en dos agrupaciones que se estaban disgregando lentamente por los disparos de los granaderos y las cargas de los húsares, pero los patriotas también se habían dispersado. Al mismo tiempo que grupos de cien o doscientos chilotes y valdivianos disparaban o ensartaban sus bayonetas contra quien tuvieran cerca, sin preguntar si eran amigos o enemigos. En medio del caos, cuando los disparos menguaban se escuchaban gritos de «¡Viva la Patria!» o «¡Viva el Rey!», lo que usaba cada bando para ubicar a sus rivales y disparar, lo que llevaba a sus rivales a disparar en dirección a los fogonazos.

### Reacción realista
Cerca de las 07:00 horas, Quintanilla vio a 100 chilotes que descansaban con sus armas, se presentó ante ellos y los llevó en orden con Pareja. El brigadier vio a los cañones que, a las órdenes del teniente Mateo Montoya, disparaban contra los granaderos enemigos y marchó a lomos de su caballo y escoltado por un número creciente de hombres que huían a él al verlo. Por un momento había creído que todo el ejército patriota les caía encima y lo que pudo ser «un triunfazo» para los revolucionarios no lo fue porque estuvieron más preocupados en saquear el campamento que en luchar. En tanto, el capitán de granaderos, el estadounidense Enrique Ross, el teniente Santiago Bueras y Rencoret se dieron cuenta de que el elemento sorpresa se había perdido e intentaban retirarse al norte con sus granaderos antes de que los monárquicos pudieran reaccionar. A la vez, Benavente les gritaba a los húsares para que hicieran lo mismo. El problema era que los milicianos que cuidaban a los caballos de los granaderos, temerosos por el ruido y la larga espera, habían huido al sentir aproximarse a un gran número de hombres y las monturas se dispersaron. Unos pocos patriotas lograron capturar a sus monturas y fueron a buscar las de sus compañeros mientras les aconsejaban esconderse en el bosque y esperar.
Con el amanecer los monárquicos empezaron a reorganizar sus compañías y batallones, entre tanto que su artillería disparaba de forma irregular pero continua sobre la columna revolucionaria que se retiraba en desorden. Fue entonces que Puga se enteró de que la vanguardia realista había acampado en un claro a 4 km de Yerbas Buenas, durante la noche se despertaron con los disparos pero sus oficiales solo es permitieron ensillar y esperar hasta el alba. Marcharon lentamente hasta acercarse a la capilla, momento en que el ruido de la artillería los hizo apresurarse y en cuanto notaron que eran sus enemigos retirándose, decidieron cargar a galope con sus lanzas en ristre.

### Retirada
Con Puga capturado cuando se arrastraba herido en los matorrales y Ross estaba herido y apenas podía montar, Benavente intentaba mantener su columna ordenada mientras se llevaban a sus heridos y el botín, pero los milicianos de Rere atacaban cada vez que veían un punto débil, cargaban a toda velocidad y se retiraban en cuanto los granaderos les apuntaban sus fusiles. Dicha situación continuó por 20 km, siendo capturados todos los patriotas rezagados y lanceados sin piedad los que se resistían; también se capturaron todos los cañones y se liberaron a los prisioneros realistas. El teniente coronel Berganza era llevado a grupa por el alférez del Maipo José Molina, pero en una carga aprovechó para atrapar a su captor y volver con los monárquicos. Cuando empezaron a escuchar la corriente del Maule, los revolucionarios vieron a sus persecutores retirarse pues se aproximaba la avanzada de la 1.ª división al mando del coronel Luis Carrera. Finalmente, a las 09:00 horas estaban en la otra orilla del río.
Mientras tanto, muchos granaderos patriotas quedaron atrás y se rindieron al ver que nadie los rescataría, aunque dos intentaron confundirse con los soldados del batallón Valdivia, pero el capitán Juan Carvallo los desconoció y les hizo arrestar. Los vencedores intentaban sanar a sus heridos y preparaban las tumbas de sus muertos, pero también miraban con odio a los prisioneros, a quienes acusaban a gritos de «¡Traición!», y sus oficiales apenas lograban contener su ira. La situación se calmó cuando volvieron los milicianos de Rere con la mayor parte de los soldados y el botín capturados por los revolucionarios.

## Consecuencias

### Bajas
Acorde a Barros Arana, los patriotas perdieron la mayoría de los prisioneros y fusiles y todos los cañones capturados, reteniendo apenas 31 prisioneros que fueron incorporados al ejército revolucionario. En cambio, de los 600 que eran apenas 400 regresaron, muchos de ellos heridos. Entre los que murieron estaba Ross, en cuyo cuerpo se encontraron 5 heridas y en sus ropas las huellas de 19. Según este historiador, en el informe que envió a Santiago, José Miguel Carrera afirmaba que se habían matado 50 enemigos y se capturaron 200, pero Benavente Bustamante reproduce un escrito del general en jefe donde se estiman a las bajas monárquicas en 300 soldados y «muchos oficiales», además de capturar 7 cañones, todo basado en los primeros informes triunfalistas que recibió. En cambio, en su Diario militar habla de 100 patriotas capturados. Téllez Cárcamo sostiene que los atacantes sufrieron 100 muertos y 190 prisioneros.
Quintanilla reconoce que las bajas de ambos bandos pasaron los 200 muertos y heridos, aunque reconoce que de no haber llegado el alba en el preciso momento, los realistas se habrían destruido entre sí. Por su parte, Benavente Ormeño reconoce 150 bajas monárquicas y casi la mitad de la fuerza atacante. Según él, solamente 350 patriotas regresaron, 25 de ellos heridos, y entre las bajas había 180 prisioneros, incluido Puga pero este último antes del amanecer (otra fuente dice que fue días después), el resto fue enviado a Talcahuano. Rodríguez Ballesteros afirma que fueron 190 los revolucionarios capturados.

### Retirada
En el campamento patriota, como los supervivientes llegaron de forma caótica, José Miguel Carrera se demoró dos días en entender plenamente que había pasado y empezó redactar un informe para la capital anunciando una victoria, sin embargo, al ver las altísimas bajas empezó a desconfiar de la calidad de su ejército y llegó a considerar retirarse al norte de Talca. Sin embargo, no fue necesario, pues Pareja reinició la marcha al Maule con el coronel de milicias de Parral, Juan Urrutia, como su principal consejero sobre el país, y gracias a él decidió evitar las zonas boscosas por posibles emboscadas, dirigiéndose al noreste, a los vados de Andarivel y Queri, en los faldeos andinos, donde los caminos de los cerros desgastaron a los soldados, animales y ejes y ruedas de carretas, avantrenes y cureñas.
El brigadier, temeroso por nuevas emboscadas, ordenaba continuas detenciones para explorar los alrededores, y su miedo se transmitió a sus soldados chilotes y valdivianos, que sospechaban que Urrutia los guiaba a una trampa. Para empeorar todo, cuando acamparon formaron un cuadro con el parque al centro, justo hubo un accidente que hizo estallar una carreta con barriles de pólvora, matando a tres soldados. A partir de entonces, los soldados estaban seguros de que habían traidores en todo el ejército. A las 16:00 horas del 29 o 30 de abril, los monárquicos llegaron al vado de Andarivel y fueron tiroteados por una guerrilla de 30 húsares y dragones patriotas del teniente Francisco Molina desde el norte del Maule. Habían partido a las 10:00 pero siguieron caminos tal difíciles que demoraron toda la mañana en llegar al vado.
Enterado de los movimientos enemigos por Molina, José Miguel Carrera ordenó a su hermano Luis que cruzara el río con su 1.ª división como vanguardia por el vado de Duao para reunir a todo el ejército al día siguiente y atacar a Pareja, sin embargo, al llegar al Maule la mitad de los granaderos se negaron a seguir, posiblemente temerosos de ser dejados atrás en caso de derrota, como en Yerbas Buenas. Pronto toda la unidad se retiraba a Talca y era seguida por un ejército sumido en la confusión, lo que propició que la mayoría de los milicianos montados desertaran.
Durante esa noche, los monárquicos enviaron exploradores y acamparon con guardia redoblada y la artillería preparada con las mechas encendidas, lo que propició una farsa alarma de ataque que hizo a los milicianos de caballería huir a sus casas. Los dos mil chilotes y valdivianos del ejército no se fiaban de los «norteños», es decir, los penquistas y chillanejos recién reclutados y que habían empezado a desertar tras la batalla. Por el otro lado, los penquistas y chillanejos se llevaban mal con sus rivales porque estaban peor entrenados y vestidos y esa tensión crecía cuanto más avanzaban al norte. A la mañana siguiente, se dirigieron al vado de Queri para cruzar el río, pero cuando se enteraron de que los patriotas se habían retirado al norte los soldados realistas empezaron a temer que fuera una emboscada y que el río estaba lleno de minas. Para chilotes y valdivianos su misión se había cumplido al recuperar la intendencia de Concepción y no deseaban seguir al norte.
El batallón Castro avanzaba a la cabeza del ejército, pero al enfilar hacia el vado se detuvo al unísono como si los soldados respondieran ante una orden. Sus oficiales quedaron estupefactos y las demás unidades siguieron el ejemplo, luego vinieron súplicas y amenazas de los oficiales y exhortaciones de los sacerdotes, pero sólo lograron que surgieran voces de protesta en la columna. Finalmente, el brigadier insultó a sus hombres de forma tan contundente que algunos prometieron seguir, pero Pareja se negó porque no quería mandar a cobardes y ordenó la retirada a Linares. La salud del comandante en jefe estaba deteriorándose por la marcha, la falta de sueño y estrés por las falsas alarmas y deserciones, así que posiblemente ya hubiese decidido retirarse a Chillán antes del motín. Como escribiría posteriormente al virrey, las lluvias estaba comenzando, lo que aumentaría el caudal del Maule y no quería cruzar porque si era vencido no podría retirarse.
El 1 de mayo, los soldados realistas cargaron su bagaje sin ayuda de los milicianos e iniciaron los preparativos para volver a Chillán. La guerrilla de Molina, que los vigilaba, cruzó el Maule para explorar y aprovechar de atacar su retaguardia, robando algunos caballos y vacunos.